# Moorgebiet von Eggstätt-Hemhof bis Seeon
Moorgebiet von Eggstätt-Hemhof bis Seeon este o arie protejată (arie specială de conservare — SAC, sit de importanță comunitară — SCI) din Germania întinsă pe o suprafață de 2.121,2 ha, integral pe uscat.

## Localizare
Centrul sitului Moorgebiet von Eggstätt-Hemhof bis Seeon este situat la coordonatele 47°56′15″N 12°23′09″E / 47.9375°N 12.3858°E.

## Înființare
Situl Moorgebiet von Eggstätt-Hemhof bis Seeon a fost declarat sit de importanță comunitară în noiembrie 2004 pentru a proteja 3 specii de plante și 10 specii de animale. Situl a fost protejat și ca arie specială de conservare în aprilie 2016.

## Biodiversitate
Situată în ecoregiunea continentală, aria protejată conține 19 habitate naturale: Ape puternic oligomezotrofe cu vegetație bentonică cu Chara spp., Lacuri eutrofice naturale cu vegetație de tip Magnopotamion sau Hydrocharition, Lacuri și iazuri distrofice naturale, Cursuri de apă de la nivel de câmpie la nivel montan, cu vegetație Ranunculion fluitantis și Callitricho-Batrachion, Pajiști cu Molinia pe soluri calcaroase, turboase sau argilos-nămoloase (Molinion caeruleae), Liziere de ierburi înalte hidrofile de câmpie și de nivel montan până la alpin, Fânețe de joasă altitudine (Alopecurus pratensis, Sanguisorba officinalis), Turbării active, Mlaștini oligotrofe degradate, capabile încă de regenerare naturală, Mlaștini turboase de tranziție și turbării mișcătoare, Depresiuni pe substraturi de turbă de Rhynchosporion, Mlaștini calcaroase cu Cladium mariscus și specii de Caricion davallianae, Izvoare petrifiante cu formare de travertin (Cratoneurion), Mlaștini alcaline, Păduri de fag Luzulo-Fagetum, Păduri de fag Asperulo-Fagetum, Păduri de fag din Europa Centrală dezvoltate pe sol calcaros cu Cephalanthero-Fagion, Mlaștini împădurite, Păduri aluvionare cu Alnus glutinosa și Fraxinus excelsior (Alno-Padion, Alnion incanae, Salicion albae).
La baza desemnării sitului se află mai multe specii protejate:
- plante (3): Apium repens, mușchi (Dicranum viride), moșișoare (Liparis loeselii)
- amfibieni (1): izvoraș-cu-burta-galbenă (Bombina variegata)
- mamifere (1): liliac cârn (Barbastella barbastellus)
- nevertebrate (8): Anisus vorticulus, fluturele auriu (Euphydryas aurinia), libelule (Leucorrhinia pectoralis), phengaris nausithous (Maculinea nausithous), Maculinea teleius, Unio crassus, Vertigo angustior, Vertigo moulinsiana